# Сконто (стадіон)
«Сконто» (латис. Skonto stadions) — футбольний стадіон у Ризі, Латвія, домашня арена нині неіснуючого однойменного футбольного клубу та ФК «Рига».
Стадіон побудований та відкритий 28 червня 2000 року. Стадіон вміщує 9 500 глядачів.